# Banca de reserva fraccional
La banca de reserva fraccional o de reserva fraccionaria es un sistema bancario en el cual estos mantienen solo una fracción del monto de los depósitos de sus clientes como reserva —ya sea como dinero líquido u otros documentos de alta liquidez— teniendo al mismo tiempo la obligación de retornar esos depósitos en demanda, es decir, en nuevos préstamos para sus clientes. Este sistema está basado en el hecho de que los depositantes no suelen reclamar todos sus depósitos al mismo tiempo, ni tampoco todos los prestamistas están prestando al mismo tiempo, ni todos los deudores están pagando al mismo tiempo. Cuando los bancos prestan cualquier fracción de los fondos recibidos en depósito o, en general, cuando conceden créditos por un valor superior a sus depósitos, lo que permite es que, a diferencia de la banca de reserva 100 % que suele cobrar a sus depositantes, la banca de reserva fraccional normalmente paga un interés, asemejándose más en este aspecto a la banca de inversión. Este sistema bancario contrasta con el denominado banca de reserva 100 %.
Dado su funcionamiento, el sistema expande la cantidad de dinero en circulación —este fenómeno se denomina el multiplicador bancario—. En consecuencia, y dada la prevalencia del sistema, el agregado monetario de un país es generalmente mayor que la base monetaria.
El efecto del multiplicador depende de la fracción de depósitos que no sean prestados o que sean mantenidos en reserva. Esa fracción consiste en el coeficiente de caja —determinado por las autoridades monetarias del país, usualmente el banco central— y las llamadas «reservas extra» mantenidas por decisión del banco en cuestión.
Dado que el sistema implica que la banca comercial actual opera en riesgo de insolvencia —cuando se produce una retirada simultánea de fondos— la mayoría de los países han implementado un sistema de prestamista de última instancia que es el Estado mismo, que presta dinero a los bancos a través de los bancos centrales. Es este prestamista de última instancia el que entonces asume el riesgo, trasladando el riesgo empresarial a riesgo sistémico.
Algunos economistas, notablemente los partidarios de la escuela austriaca, argumentan que el principal negocio de la banca de reserva fraccional es la creación de dinero, generalmente criticando este aspecto, dado que consideran que, debido a un privilegio injustificable otorgado por el Estado a la banca, causa deuda e inflación.
Sin embargo, tal percepción es debatible, entre otras cosas dado que no hay una definición precisa de dinero. Si aceptamos la definición más común (todo medio de pago generalmente aceptado) parece posible adoptar una posición keynesiana al respecto: la creación de dinero no es necesariamente negativa si guarda relación con el aumento de la riqueza o lleva a creación de la misma, que es lo que respalda ese dinero. No obstante, esto también es dudoso, dado que el aumento de dinero fiduciario (o de sustitutos del dinero) no tiene un efecto real sobre la riqueza, sino solamente sobre la distribución de la misma entre los individuos privilegiados por poseer ese dinero en primer lugar, a costa de los que lo reciben más adelante, una vez que el mercado recoge la información de la existencia de esos nuevos billetes a través de un aumento generalizado de precios.

## Cuenta a la vista, depósito a plazo
La clave definitoria de la reserva fraccional radica en la definición del contrato irregular de depósito que implican las cuentas corrientes o cuentas a la vista. Es importante diferenciar los depósitos a plazo fijo -en los que el depositante cede temporalmente la disponibilidad de su dinero a cambio de una remuneración- de las cuentas a la vista, en las que el depositante tiene, en teoría, en todo momento la facultad de disponer plenamente de sus fondos. Generalmente en este sistema los principios del derecho comercial y los términos del contrato sólo exigen que el banco disponga de reservas con las que hacer frente a dicha obligación en el caso de las cuentas a la vista.

## Sistema de reserva fraccionaria y bancos centrales
El sistema de reserva fraccionaria puede funcionar -y de hecho antedata- a los bancos centrales, trazando su existencia a los primeros bancos que emitieron papel moneda; como son, por ejemplo, los "billetes del banco" del Banco de Ámsterdam -se funda en 1609- los “billetes o letras de cambio comercial” de los “bancos” de los orfebres de oro en Londres -sistema que perduró en Inglaterra hasta aproximadamente 1649- y los “billetes de banco” de Estocolmo en 1656
La situación extrema de lo anterior -ejemplificada en los EE.UU. a mediados del siglo  XIX, periodo conocido como “de banca libre”- se derivó de la proliferación de bancos privados locales o regionales mínimamente regulados, lo que llevó a una situación que ha sido llamada caótica debido a la existencia de más de ocho mil tipos diferentes de billetes, emitidos por numerosos bancos privados, empresas de seguros e incluso empresas de ferrocarril, cada cual con sus propios depósitos y respaldos pero denominados en dólares. Pero, en la práctica, cuando alguno de esos “bancos” dejaba de funcionar, quienes poseían esos billetes perdían todo, a pesar de que estaban denominados en “moneda legal”.

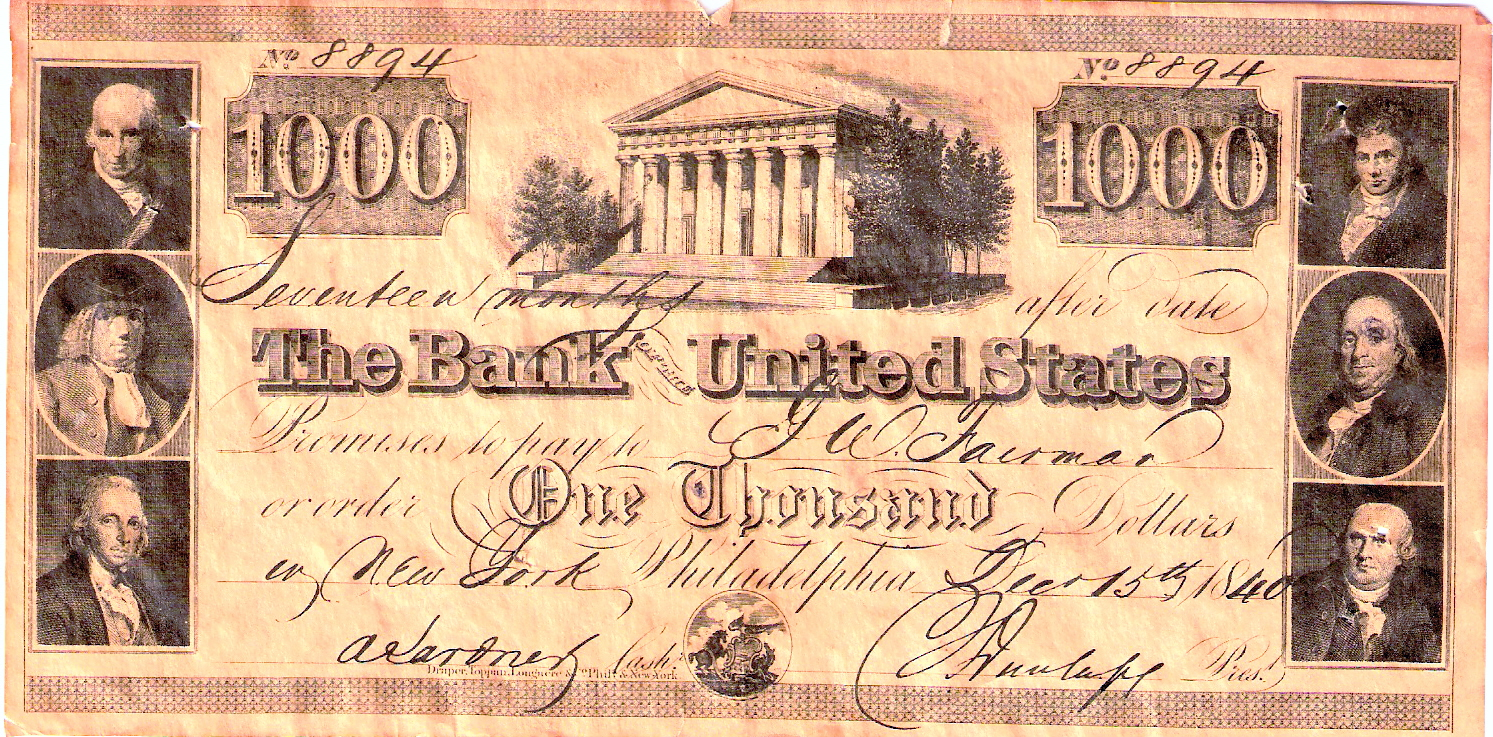
Una Nota promisoria de mil dólares, emitida por el Segundo Banco de los EE.UU. (privado) - 15 de diciembre de 1840 (el banco quebró en 1841).

Lo anterior causó el pánico de 1837 y mantuvo el sistema económico estadounidense en crisis hasta 1843. Esa situación -que no fue realmente resuelta en EE.UU. hasta 1913- dio origen a la demanda por un “respaldo de última instancia”. Es decir, un sistema que garantice que un billete denominado, por ejemplo, en dólares, tenga un valor estable y confiable en cualquier momento en los países que usan esas divisas como medio de intercambio.
Eso llevó a la aparición de “Bancos Centrales”, instituciones cuya función principal es -desde este punto de vista- el monopolio de emitir moneda -esa solución ya se había implementado en Inglaterra en 1694, con la cesión del monopolio de imprimir moneda al Banco de Inglaterra -que a su vez es entregada a los bancos privados para su distribución al público-. De esta forma ese Banco Central asume la responsabilidad de última instancia del respaldo por el valor del billete, cualquiera sea la suerte del banco particular desde el cual algún individuo lo haya adquirido.
Lo anterior significa que el sistema de reserva fraccional adquiere una solidez mayor que la que otra forma tendría.

## Ausencia de Prestamista de Última Instancia
En países que históricamente carecen de Banco Central y por tanto de "prestamista de última instancia", la falta de red de seguridad teóricamente obliga a los bancos a seguir políticas de concesión de crédito mucho más restrictivas, con un coeficiente de caja mucho más alto. En teoría esto significaría que se crean cortafuegos al riesgo sistémico, ya que ningún banco está a salvo de la quiebra, todos los agentes económicos se protegen ante el riesgo de contrapartida y crean amortiguadores que reducen el efecto dominó. Las actuaciones de rescate de los prestamistas de última instancia a menudo sustituyen el riesgo de contrapartida por el riesgo sistémico, ya que financian sus rescates mediante la inflación monetaria o la emisión de deuda, creando riesgo divisa en el primer caso y riesgo soberano en el segundo.

## Debate sobre la reserva fraccionaria
El debate actualmente se mantiene vivo gracias a los representantes de la escuela austríaca, que de acuerdo a este tema en particular se pueden dividir en dos: aquellos que defienden una banca libre, con patrón oro y 100 % de reservas; y aquellos que defienden una banca libre, con patrón oro, y reserva fraccionaria. El debate surge en torno a su naturaleza ética-legal, y a sus efectos económicos. Los problemas del debate se encuentran también en la concepción sobre los diversos contratos, entre los que se pueden encontrar generalmente tres: el contrato de depósito clásico; el contrato de préstamo; y el contrato de préstamo a la vista. Este último contrato es el que causa controversia.
Ambas partes coinciden en que es necesaria una banca libre, y en la vuelta al patrón oro. Además, ambas partes, por lo general, parecen coincidir en que en un contrato de depósito sería un delito para el banco hacerse de la disponibilidad del bien depositado, ya que la propiedad de éste le sigue perteneciendo al depositante (el banco solo realiza su custodia); y ambas partes parecen coincidir en que el contrato de préstamo es una enajenación sobre la disponibilidad de los bienes a favor del banco. La diferencia surge en el tercer tipo de contratos, el préstamo a la vista, que posee todas las características del contrato de depósito con excepción de que la disponibilidad sobre el bien depositado según este contrato, es del banco. El debate surge precisamente en la validez de este contrato, y posteriormente, en las consecuencias económicas si este contrato es efectivamente válido.